# Saido Berahino
Saido Berahino (Buyumbura, 4 de agosto de 1993) es un futbolista burundés, nacionalizado británico, que juega en la posición de delantero.

## Trayectoria
Su primer gol (y su primer hatrick) oficial con la camiseta de West Brom fue el 27 de agosto de 2013 en la Copa de la Liga, frente al Newport County, y en Premier League debutó con las redes frente al Manchester United en Old Trafford, el 28 de septiembre del mismo año, partido que terminó con victoria para el West Brom por 2-1.
En la temporada 2014-15 registró sus mejores cifras goleadoras, alcanzando los catorce tantos en treinta y ocho partidos disputados, y convirtiéndose así en el máximo goleador de su equipo.[cita requerida]

## Selección nacional
El 6 de noviembre de 2014, el entrenador Roy Hodgson citó a Berahino para el encuentro ante Eslovenia por la clasificación para la Eurocopa 2016, aunque no llegó a debutar.
En agosto de 2018, la FIFA autorizó que pudiera jugar para Burundi, debutando con gol el 8 de septiembre ante Gabón en un partido de la clasificación para la Copa Africana de Naciones de 2019 que acabaría en empate a uno.

## Clubes
Actualizado al término de la temporada 2024-25.
| Club                               | País       | Año       | Partidos | Goles |
| ---------------------------------- | ---------- | --------- | -------- | ----- |
| West Bromwich Albion F. C.         | Inglaterra | 2010-2017 | 121      | 36    |
| Northampton Town F. C. (cedido)    | Inglaterra | 2011-2012 | 15       | 6     |
| Brentford F. C. (cedido)           | Inglaterra | 2012      | 8        | 4     |
| Peterborough United F. C. (cedido) | Inglaterra | 2012      | 10       | 2     |
| Stoke City F. C.                   | Inglaterra | 2017-2019 | 56       | 5     |
| S. V. Zulte Waregem                | Bélgica    | 2019-2021 | 34       | 10    |
| Royal Charleroi S. C. (cedido)     | Bélgica    | 2020-2021 | 17       | 2     |
| Sheffield Wednesday F. C.          | Inglaterra | 2021-2022 | 36       | 9     |
| AEL Limassol                       | Chipre     | 2022-2024 | 44       | 4     |
| Rajasthan United F. C.             | India      | 2024      | 0        | 0     |
| N. K. Tabor Sežana                 | Eslovenia  | 2025      | 7        | 3     |